# (32176) 2000 NS14
2000 NS14 (asteroide 32176) é um asteroide da cintura principal. Possui uma excentricidade de 0.08795170 e uma inclinação de 7.67656º.
Este asteroide foi descoberto no dia 5 de julho de 2000 por LONEOS em Anderson Mesa.